# Польське математичне товариство
Польське математичне товариство (ПМТ) (пол. Polskie Towarzystwo Matematyczne) — об’єднання людей, пов'язаних з польською математикою. 
Його цілі (зі статуту ПМТ): 
- представлення думок та інтересів польської математичної спільноти;
- поширення математичної культури, включно з підтримкою математичної освіти та популяризацію математики;
- підтримка математичних досліджень та використання математики;
- збереження традицій польської математики;
- інтеграція польської математичної спільноти, включно з підтримкою зв’язків з польськими математиками, які працюють за кордоном;
- піклування про належну організацію та умови праці польських математиків.

## Історія

### Створення ПМТ
2 квітня 1919 р. шістнадцять краківських математиків у залі філософської семінарії, розташованому в будівлі Колегіуму Новодворського на вул. Світлої Анни засновали Краківське математичне товариство. Серед зібраних були: Стефан Банах, Леон Хвістек, Антоні Хоборскі, Людвік Гординскі, Францішек Лея, Отто Нікодим, Альфред Розенблат, Ян Слешиньскі, Станіслав Заремба, Казімір Жоравскі. Статут новоствореної асоціації визначав її мету як всебічний розвиток чистої та прикладної математики шляхом проведення наукових зустрічей з лекціями. Радою Товариства були призначені: президент С. Заремба, заступник президента А. Хоборскі, секретар Ф. Лея та скарбник Л. Гординскі. 
Протягом року кількість членів Товариства зросла до 40, незабаром - до 50. До нього також приєдналися математики не з Кракова, в тому числі Самуель Дікштайн, Зігмунт Янішевський, Казімір Куратовський, Стефан Мазуркевич, Вацлав Сєрпіньський та Гуго Штайнгауз . 
Реорганізація товариства
У 1920 році Товариство було реорганізоване, перетворившись на загальнонаціональну організацію під назвою Польське математичне товариство (скорочено ПМТ) з новим статутом, розробленим 11 та 12 грудня 1920 року. Правління Товариства залишалось у Кракові, члени-нерезиденти могли засновувати філії в інших містах за згодою Правління. Першою була Львівська філія в 1921 році, а в 1923 році були створені філії у Варшаві, Познані та Вільнюсі. У 1928 році Товариство налічувало 165 членів. 
На позачергових загальних зборах 14 березня 1936 р. у Львові було проведено чергову організаційну реформу, що сформувала федерацію місцевих осередків в ПТМ. Ці відділення мали власні управи, президентами яких також були члени Генеральної ради, очолюваної: президентом, секретарем та скарбником. Право голосу на Загальних зборах було надані делегатам відділень пропорційно до кількості членів даної гілки. Крім того, резиденція Товариства була перенесена до Варшави, а в 1937 році було створено Краківське відділення (таким чином, ПТМ мав 5 відділень). 

### Діяльність ПМТ у міжвоєнний період
Видання ПМТ
Реалізуючи свої цілі, Товариство почало публікувати «Слухання Польського математичного товариства». Перший том вийшов у Кракові в 1921 році. Наступний том був опублікований через рік під назвою "Annales de la Societe Polonaise de Mathematique" і містив 8 наукових праць. Редактором "Annales" був Станіслав Заремба. До початку Другої світової війни було видано 17 томів. Журнал видавався мовами конгресу, але «Додатки», надруковані у деяких томах, були польською. Вони містили, серед іншого, документи з життя Товариства, такі як статути, звіти, протоколи. 
Конвенції та наради ПМТ
Товариство організовувало польські математичні з'їзди, і три такі конвенції були проведені до 1939 року. Перший конгрес відбувся у Львові 7-10 вересня 1927 року та зібрав близько 200 учасників, серед яких кілька вчених з-за кордону. Наступний конгрес відбувся у Вільнюсі 23–26 вересня 1931 р., А третій - у Варшаві (28 вересня – 3 жовтня 1937 р.). 
У міжвоєнний період на засіданнях Польського математичного товариства було виголошено 1143 документи, серед яких: 
- у Варшавському відділенні - 446
- у Львівському відділенні - 373
- у Краківському відділенні - 184
- у Познанському відділенні - 76
- у Вільнюському відділенні - 64.

### Діяльність після 1945 року
Перше післявоєнне засідання відділення відбулося в Кракові 27 березня 1945 р. У березні 1946 р. рада засідала в складі ще 1939 р. - без президента Стефана Банаха (він помер у 1945 р. У Львові), а в травні цього року було обрано нову Головну управу, до складу якого увійшли: президент Казімір Куратовський, скарбник Кароль Борсук та секретар Анджей Станіслав Мостовський. 
У грудні 1946 р. відбувся 4-й Польський Конгрес Математиків у Вроцлаві, в якому взяли участь 48 делегатів. Едвард Марчевський так описав цю подію в 1969 році: 
Восени 1946 року ми почали організовувати зустріч математиків з усієї країни у Вроцлаві. Ми скромно називали їх Конференцією Польських Математиків, але ПМТ назвала її Четвертим Польським Конгресом Математичків. (...) Конгрес відбувся 12-14 грудня 1946 р. і окрім наукових праць, включав академію, що вшановувала Стефана Банаха, та збори, присвячені пам'яті всіх польських математиків, які загинули під час війни. Крім того, професор Вацлав Сєрпінський 12 грудня прочитав лекцію для студентів математики.
Три призи (імені Стефана Банаха, Стефана Мазуркевича та іСтаніслава Заремби), які мали бути відзначені за найкращу математичну роботу, опубліковану за останні два роки, були встановлені на Загальних зборах, що проходили в рамках цього Конгресу. 
Окремі місцеві підрозділи почали активізувати свою діяльність. Були створені також нові: у Лодзі 1946 р., Любліні 1947 р., Гданську 1949 р., Торуні 1952 р., Гливицях 1954 р. Та Щецині 1956 р. 

### Президенти ПМТ
Роль президента ПМТ виконували: 
Станіслав Заремба (1919–1921, 1936–1937), Віктор Станевич (1921–1923), Самуель Дікштейн (1923–1926), Здзіслав Криговський (1926–1928), Вацлав Серпінський (1928–1930), Казимір Бартель (1930–1932) ), Стефан Мазуркевич (1932-1936, 1937-1939), Стефан Банах (1939–1945), Кароль Борсук (1946), Казимір Куратовський (1946-1953), Стефан Страшевич (1953-1957), Едвард Марчевський (1957-1959) ), Тадеуш Важевський (1959-1961), Владислав Слебодзінський (1961-1963), Францішек Лея (1963-1965), Роман Сікорський (1965-1977), Владислав Орліч (1977-1979), Яцек Шарський (1979-1981). Збігнев Цесєльський (1981-1983), Віслав Желязко (1983-1985), Станіслав Бальцержик (1985-1987), Анджей Пельчар (1987-1991), Юліан Мусєлак (1991-1993), Казимір Гебель (1993-1999), Болеслав Шафірський (1999-2003), Збігнев Палка (2003-2005), Стефан Яцковський (2005-2013), Вацлав Марзантович (з 2014)  .

## Видання ПМТ
Щорічне видання "Annales de la Societe Polonaise de Mathematique" публікувалося до 1952 року (опубліковано 25 томів). Публікацію цього видання взяв на себе Інститут математики Польської академії наук, і воно продовжується як "Annales Polonici Mathematici" . У 1955 р. ПМТ почали публікувати нові публікації, і сьогодні (2008 р.) Товариство випускає 6 журналів, які спільно називаються Літописами Польського математичного товариства (томи 1 - 6): 
- Commentationes Mathematicae (Математичні праці)
- Математичні новини - літописи Польського математичного товариства, том ІІ
- Mathematica Applicanda - літописи Польського математичного товариства, том ІІІ
- Fundamenta Informaticae - літописи Польського математичного товариства, том IV
- Didactica Mathematicae - літописи Польського математичного товариства, том V
- Antiquitates Mathematicae - літописи Польського математичного товариства, том VI.

Крім того, спільно з Польським фізичним товариством та Польським астрономічним товариством, ПМТ публікує науково-популярний місячник «Delta».

## Нагороди ПМТ
Польське математичне товариство надає ряд нагород та відзнак за математичну діяльність  : 
Основні нагороди ПМТ
- Нагорода ім. Стефана Банаха[9] за досягнення в математичних дослідженнях

- Нагорода ім. Семюеля Дікштейна за досягнення в галузі математичної освіти та популяризації математики
- Нагорода ім. Гуго Штайнгауза за досягнення в галузі прикладної математики
- Премія для молодих математиків (не старше 28 років) за наукові досягнення

## Статус організації
У 2007 році Польське математичне товариство отримало статус громадської організації. 

## Зовнішні посилання
- Polskie Towarzystwo Matematyczne (пол.)
- Polish Mathematical Society w Mathematical Societies, Medals, Prizes and other honours (англ.)